# 盧鴻 (成化進士)
盧鴻（1445年—？），字雄飛，浙江嚴州府淳安縣人，民籍，明朝政治人物。進士出身。

## 生平
早年出身縣學生，舉浙江鄉試邤第四十八名。成化十一年（1475年）乙未科會試第五十二名，殿試登進士第二甲第五十五名。

## 家族
曾祖父盧芳。祖父盧懷，曾任典史。父亲盧政。